# Quốc lộ 9 (Ba Lan)

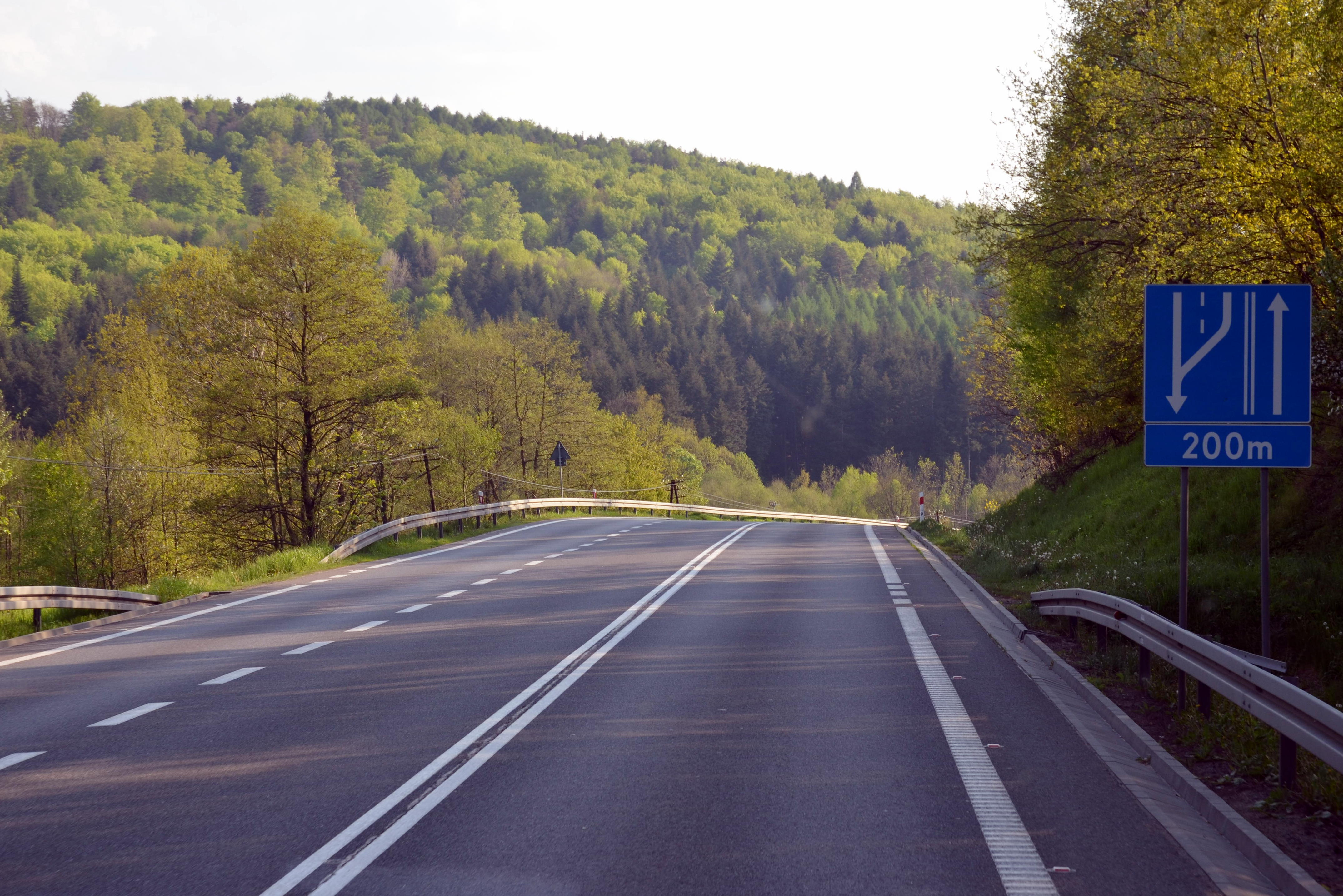
Quốc lộ 9 ở Niebylec.

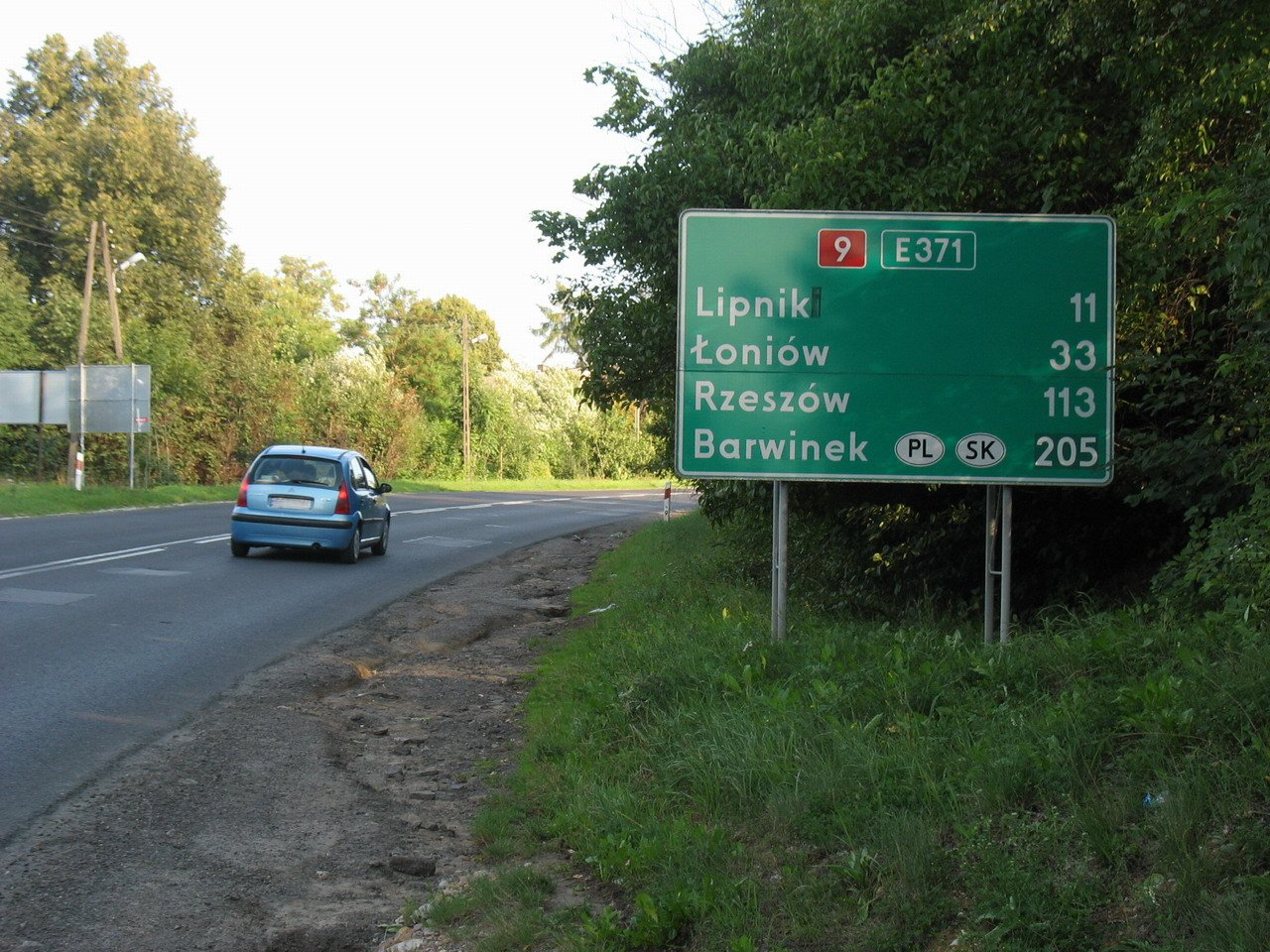
Quốc lộ 9 từ Opatów.

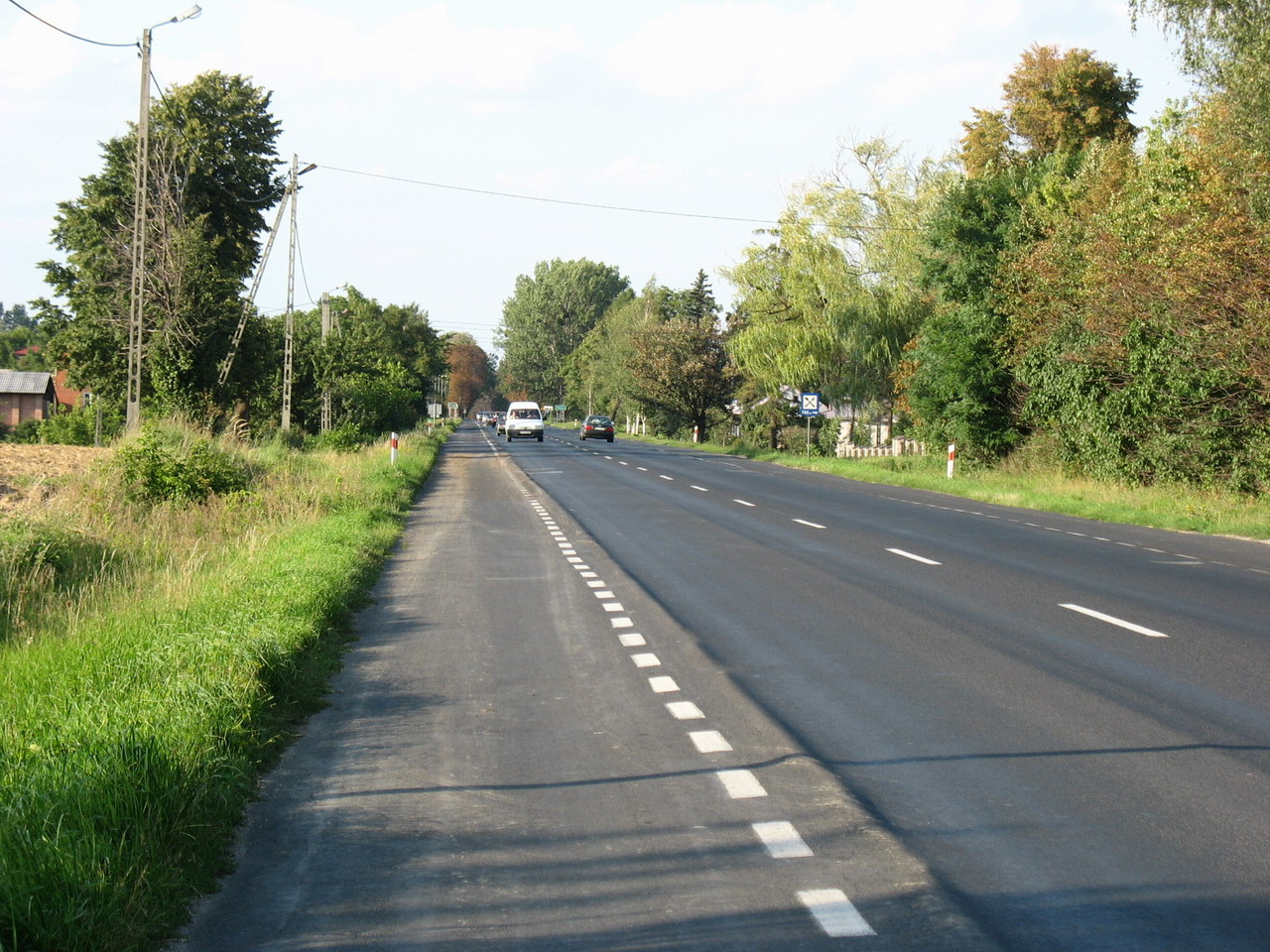
Quốc lộ 9 ở Okalina.

Quốc lộ 9 (tiếng Ba Lan: Droga krajowa 9) một tuyến đường thuộc mạng lưới đường quốc gia Ba Lan. Nó chạy từ Radom, đến Rzeszów. Tuyến đường này là một phần của tuyến đường quốc tế châu Âu E371. Trong Radom, con đường chia sẻ một phần với Quốc lộ 12 và với Opatów với Quốc lộ 74.

## Các khu định cư quan trọng dọc theo Quốc lộ 9
- Radom
- Skaryszew
- Iła
- Ostrowiec Świętokrzyski
- Opatów
- Klimontów
- Łoniów
- Tarnobrzeg
- Nowa Dęba
- Majdan Królewski
- Cmolas
- Kolbuszowa
- Głogów Małopolski
- Rzeszów

## Kế hoạch lộ trình
| km  | Icon | Tên                                                        | Đường giao nhau                                                                                   |
| --- | ---- | ---------------------------------------------------------- | ------------------------------------------------------------------------------------------------- |
| 0   |      | Ngã tư Radom - NSZ                                         |                                                                                                   |
| 1   |      | Radom - Chrobry/Mieszko                                    |                                                                                                   |
| 2   |      | Radom - Zbrowski/Energetyków                               |                                                                                                   |
| 2   |      | Radom - Cầu cạn trên tuyến đường sắt                       |                                                                                                   |
| 4   |      | Ngã tư Kozienickie                                         |                                                                                                   |
| 4   |      | Cầu cạn trên tuyến đường sắt 26                            |                                                                                                   |
| 8   |      | Ngã tư quảng trường Matki Bożej Fatimskiej                 |                                                                                                   |
| 17  |      | Cầu bắc qua sông Kobylanka                                 | —                                                                                                 |
| 18  |      | Skaryszew                                                  |                                                                                                   |
| 25  |      | Cầu bắc qua sông Modrzewianka                              | —                                                                                                 |
| 34  |      | Trạm xăng ở Iłża (PKN Orlen)                               | —                                                                                                 |
| 35  |      | Cầu bắc qua sông Iłżanka                                   | —                                                                                                 |
| 35  |      | Iłża                                                       |                                                                                                   |
| 52  |      | Cầu cạn trên tuyến đường sắt 25 ở Brody                    |                                                                                                   |
| 52  |      | Cầu bắc qua sông Kamienna                                  | —                                                                                                 |
| 56  |      | Rudnik                                                     |                                                                                                   |
| 60  |      | Cầu bắc qua sông Kamienna                                  | —                                                                                                 |
| 60  |      | Kunów - Ngã tư                                             | —                                                                                                 |
| 62  |      | Kunów - trạm xăng (BP)                                     | —                                                                                                 |
| 64  |      | Viaduct over the Railway Line 25 ở Boksycka                |                                                                                                   |
| 67  |      | Ostrowiec Świętokrzyski - Cầu bắc qua sông Modła           | —                                                                                                 |
| 67  |      | Ostrowiec Świętokrzyski - Żeromski Road                    |                                                                                                   |
| 69  |      | Ostrowiec Świętokrzyski - Trạm xăng (Statoil)              | —                                                                                                 |
| 69  |      | Ostrowiec Świętokrzyski - Powstania Styczniowego Ngã tư    |                                                                                                   |
| 70  |      | Ostrowiec Świętokrzyski - Viaduct over the Railway Line 25 |                                                                                                   |
| 70  |      | Ostrowiec Świętokrzyski - Republiki Ostrowieckiej Ngã tư   |                                                                                                   |
| 70  |      | Ostrowiec Świętokrzyski - Cầu bắc qua sông Szewnianka      | —                                                                                                 |
| 71  |      | Ostrowiec Świętokrzyski - Zygmuntówka Road                 |                                                                                                   |
| 71  |      | Ostrowiec Świętokrzyski - Trạm xăng (PKN Orlen)            | —                                                                                                 |
| 85  |      | Opatów - Trạm xăng (PKN Orlen)                             | —                                                                                                 |
| 85  |      | Opatów - Cầu bắc qua sông Opatówka                         | —                                                                                                 |
| 85  |      | Legionów                                                   |                                                                                                   |
| 85  |      | National Heritage Site Brama Warszawska                    | —                                                                                                 |
| 86  |      | 1 maja Road                                                |                                                                                                   |
| 87  |      | Trạm xăng (Moya)                                           | —                                                                                                 |
| 87  |      | Cầu bắc qua sông Kania                                     | —                                                                                                 |
| 90  |      | Trạm xăng ở Okalina-Kolonia (Grupa Lotos)                  | —                                                                                                 |
| 94  |      | Trạm xăng ở Włostów                                        | —                                                                                                 |
| 97  |      | Lipnik                                                     | DK 77                                                                                             |
| 98  |      | Trạm xăng ở Kurów (PKN Orlen)                              | —                                                                                                 |
| 107 |      | Klimontów                                                  |                                                                                                   |
| 108 |      | Trạm xăng ở Klimontów (Shell)                              | —                                                                                                 |
| 113 |      | Cầu bắc qua sông Koprzywianka                              | —                                                                                                 |
| 119 |      | Łoniów - Ngã tư                                            |                                                                                                   |
| 120 |      | Łoniów - Trạm xăng (PKN Orlen)                             | —                                                                                                 |
| 120 |      | Łoniów                                                     |                                                                                                   |
| 124 |      | Viaduct over Railway Line 70 ở Bogoria                     |                                                                                                   |
| 127 |      | Tarnobrzeg - Bridge ở Nagnajów over the river Vistula      | —                                                                                                 |
| 128 |      | Tarnobrzeg - Nagnajów                                      |                                                                                                   |
| 128 |      | Tarnobrzeg - Trạm xăng ở Nagnajów (Moya)                   | —                                                                                                 |
| 130 |      | Viaduct over Railway Line 25 ở Chmielów                    |                                                                                                   |
| 132 |      | Cầu bắc qua sông Trześniówka                               | —                                                                                                 |
| 135 |      | Băng qua đường trên Tuyến đường sắt 71                     |                                                                                                   |
| 141 |      | Cầu bắc qua sông Dęba                                      | —                                                                                                 |
| 143 |      | Cầu bắc qua sông Dęba                                      | —                                                                                                 |
| 145 |      | Nowa Dęba - Trạm xăng (PKN Orlen)                          | —                                                                                                 |
| 146 |      | Cầu cạn trên tuyến đường sắt 71                            |                                                                                                   |
| 147 |      | Nowa Dęba                                                  |                                                                                                   |
| 150 |      | Majdan Królewski                                           |                                                                                                   |
| 150 |      | Viaduct over Railway Line 71                               |                                                                                                   |
| 158 |      | Cầu bắc qua sông Werynia                                   | —                                                                                                 |
| 161 |      | Cầu bắc qua sông Przyrwa                                   | —                                                                                                 |
| 165 |      | Kolbuszowa - Ngã tư                                        | Lỗi Lua trong Mô_đun:Jct tại dòng 204: attempt to concatenate local 'link' (a boolean value). 875 |
| 165 |      | Kolbuszowa                                                 | Lỗi Lua trong Mô_đun:Jct tại dòng 204: attempt to concatenate local 'link' (a boolean value). 875 |
| 166 |      | Kolbuszowa - Ngã tư                                        |                                                                                                   |
| 171 |      | Kolbuszowa Górna - Trạm xăng (Shell)                       | —                                                                                                 |
| 175 |      | Lái xe dưới cầu cạn trên Tuyến đường sắt 71 ở Widełka      |                                                                                                   |
| 177 |      | Widełka - Trạm xăng                                        | —                                                                                                 |
| 188 |      | Rudna Mała                                                 |                                                                                                   |
| 189 |      | Ngã tư Junction Węzeł Rzeszów-Północ                       |                                                                                                   |